# Svenska mästerskapen i friidrott 2011
Svenska mästerskapen i friidrott 2011 var uppdelat i
- SM 100 km den 16 april på Snickarvallen i Tibro.
- SM terräng den 16 till 17 april vid Uppsala Slott i Uppsala,
- SM maraton den 28 maj i Stockholm,
- SM stafett den 2 till 3 juni på Värendsvallen i Växjö.
- SM lag den 22 juni på Sollentunavallen i Sollentuna,
- SM mångkamp den 6 och 7 augusti på Lugnets IP i Falun,
- Stora SM den 11  till 14 augusti i Gävle
- SM halvmaraton den 17 september i Stockholm,

Tävlingen var det 116:a svenska mästerskapet i friidrott.
Detta år infördes en ny gren för både herrar och damer, 100 km landsvägslöpning.

## Medaljörer, resultat

### Herrar
| Gren                     | Guld              | Guld                                                                    | Guld     | Silver            | Silver                                                                 | Silver   | Brons                | Brons                                                                | Brons    |
| 100 meter                | Nil de Oliveira   | Spårvägens FK                                                           | 10,65    | David Senung      | Ullevi FK                                                              | 10,70    | Tom Kling-Baptiste   | Huddinge AIS                                                         | 10,76    |
| 200 meter                | Johan Wissman     | IFK Helsingborg                                                         | 20,57    | Nil de Oliviera   | Spårvägens FK                                                          | 20,88    | Tom Kling-Baptiste   | Huddinge AIS                                                         | 21,02    |
| 400 meter                | Johan Wissman     | IFK Helsingborg                                                         | 45,82    | Axel Bergrahm     | IFK Göteborg                                                           | 47,04    | Andreas Mokdasi      | Örgryte IS                                                           | 48,13    |
| 800 meter                | Joni Jaako        | Hammarby IF                                                             | 1:53,07  | Johan Svensson    | Spårvägens FK                                                          | 1:53,34  | Rickard Gunnarsson   | Hässelby SK                                                          | 1:54,38  |
| 1 500 meter              | Johan Rogestedt   | Stenungsunds FI                                                         | 3:59,95  | Johan Walldén     | Gefle IF                                                               | 3:59,99  | Thobias Ekhamre      | Hammarby IF                                                          | 4:01,76  |
| 5 000 meter              | Eric Senorski     | Örgryte IS                                                              | 14:21,57 | Adil Bouafif      | Hässelby SK                                                            | 14:21,89 | Erik Johansson       | Hässelby SK                                                          | 14:22,11 |
| 10 000 meter             | Adil Bouafif      | Hässelby SK                                                             | 29:50,27 | Fredrik Uhrbom    | Spårvägens FK                                                          | 29:51,54 | Peter Gross          | Hässelby SK                                                          | 30:15,17 |
| Halvmaraton              | Adil Bouafif      | Hässelby SK                                                             | 1:04:41  | Daniel Woldu      | Spårvägens FK                                                          | 1:07:27  | Janne Holmén         | Rånäs 4H                                                             | 1:07:34  |
| Maraton                  | Daniel Woldu      | Spårvägens FK                                                           | 2:19:34  | David Nilsson     | Högby IF                                                               | 2:23:59  | Martin Kjäll-Ohlsson | Hääle IF                                                             | 2:26:05  |
| 100 km landsväg          | Anders Szalkai    | Spårvägens FK                                                           | 7:44:21  | Mikael Andersson  | Västerås Löparklubb                                                    | 8:03:27  | Sören Forsberg       | IF Start                                                             | 8:05:47  |
| 4 km terräng             | Adil Bouafif      | Hässelby SK                                                             | 11:40    | Andreas Åhwall    | Hässelby SK                                                            | 11:45    | Eric Senorski        | Örgryte IS                                                           | 11:49    |
| 12 km terräng            | Adil Bouafif      | Hässelby SK                                                             | 37:42    | David Nilsson     | Högby IF                                                               | 38:35    | Fredrik Uhrbom       | Spårvägens FK                                                        | 39:05    |
| 4 km terräng lagtävling  | Hässelby SK       | Adil Bouafif, Andreas Åhwall, Kalle Johansson                           | 35:35    | IFK Umeå          | Joel Bodén, Tobias Lustig, Jan Westerberg                              | 37:05    | Spårvägens FK        | Oskar Landin, Karim Mohammadi, Marcus Gustafsson                     | 37:32    |
| 12 km terräng lagtävling | Hässelby SK       | Adil Bouafif, Rashid Benjira, Andreas Åhwall                            | 116,55   | FK Studenterna    | Brandon Bartholomew, Patrik Engström, Andreas Svensson                 | 119,57   | IFK Umeå             | Tobias Lustig, Jan Westerberg, Niklas Berglund                       | 123,47   |
| 110 meter häck           | Robert Kronberg   | IF Kville                                                               | 13,87    | Philip Nossmy     | Malmö AI                                                               | 14,02    | Marvin Tay           | Spårvägens FK                                                        | 14,30    |
| 400 meter häck           | Niclas Åkerström  | IFK Växjö                                                               | 52,18    | Petter Olson      | Malmö AI                                                               | 52,59    | Niklas Larsson       | Hässelby SK                                                          | 52,85    |
| 3 000 meter hinder       | Eric Senorski     | Örgryte IS                                                              | 8:39,75  | Daniel Lundgren   | Turebergs FK                                                           | 8:40,80  | Fredrik Johansson    | IFK Växjö                                                            | 8:51,79  |
| 4 x 100 meter            | Huddinge AIS      | Jan Wocalewski, Tom Kling-Baptiste, Alexander Nordkvist, Oskar Åberg    | 40,83    | Spårvägens FK     | André Drummond, Nil de Oliveira, Carl Armfelt, Thomas Nikitin          | 41,35    | Malmö AI             | Dennis Karanda, Jesper Lang, Petter Olsson, Philip Nossmy            | 41,40    |
| 4 x 400 meter            | Spårvägens FK     | Mattias Sunneborn, Johan Svensson, Thomas Nikitin, Nil de Oliveira      | 3:11,95  | Hässelby SK       | Henrik Encke, Daniel Almgren, Niklas Larsson, Mattias Claesson         | 3:13,30  | Turebergs FK         | Johan Eriksson, Gustaf Karnebäck, Fredrik Hallinder, Andreas Almgren | 3:13,63  |
| 4 x 800 meter            | Hammarby IF       | Joakim Löfwing , Fredrik Karlsson, Tobias Ekhamre, Joni Jaako           | 7:33,34  | Hässelby SK       | Andreas Mokdasi, Rickard Gunnarsson, Albin Johansson, Mattias Claesson | 7:35,66  | Malmö AI             | Viktor Ekelund, Anton Wåhlin, Rizak Dirshe, Abti Suleman             | 7:35,74  |
| 4 x 1 500 meter          | Malmö AI          | Viktor Ekelund , Martin Nilsson, Jonas Leanderson (Glans), Rizak Dirshe | 15:35,06 | Hässelby SK       | Adil Bouafif, Erik Johansson, Kalle Johansson, Elmar Engholm           | 15:41,31 | Hammarby IF          | Joakim Löfwing , Joni Jaako, Erik Emilsson, Tobias Ekhamre           | 15:57,44 |
| Höjdhopp                 | Emil Svensson     | Örgryte IS                                                              | 2,16     | Mehdi Alkhatib    | Hammarby IF                                                            | 2,13     | Jakob Thorvaldsson   | Råby-Rekarne FIF                                                     | 2,10     |
| Stavhopp                 | Alhaji Jeng       | Örgryte IS                                                              | 5,33     | Gustaf Hultgren   | Örgryte IS                                                             | 5,07     | Erik Thorstensson    | Spårvägens FK                                                        | 4,93     |
| Längdhopp                | Andreas Otterling | KFUM Örebro                                                             | 7,97     | Michel Tornéus    | Hammarby IF                                                            | 7,79     | Mathias Johansson    | Hammarby IF                                                          | 7,54     |
| Tresteg                  | Christian Olsson  | Örgryte IS                                                              | 17,19    | Andreas Otterling | KFUM Örebro                                                            | 16,53    | Anton Andersson      | Örgryte IS                                                           | 16,21    |
| Kula                     | Niklas Arrhenius  | Spårvägens FK                                                           | 18,85    | Leif Arrhenius    | Spårvägens FK                                                          | 18,62    | Jimmy Nordin         | Gefle IF                                                             | 17,25    |
| Diskus                   | Niklas Arrhenius  | Spårvägens FK                                                           | 63,09    | Leif Arrhenius    | Spårvägens FK                                                          | 59,37    | Ulf Ankarling        | IF Göta Karlstad                                                     | 59,21    |
| Slägga                   | Mattias Jons      | Hässelby SK                                                             | 73,37    | Markus Johansson  | IF Göta Karlstad                                                       | 72,18    | Karl-Erik Ludvigsson | IF Göta Karlstad                                                     | 67,15    |
| Spjut                    | Kim Amb           | Bålsta IK                                                               | 80,09    | Gabriel Wallin    | Södertälje IF                                                          | 77,18    | Jiannis Smalios      | KFUM Örebro                                                          | 75,72    |
| Tiokamp                  | Petter Olson      | Malmö AI                                                                | 7 387    | Björn Barrefors   | Hammarby FI                                                            | 6 998    | Adam Björling        | GoIF Tjalve                                                          | 6 496    |
| Lagtävling               | Spårvägens FK     | -                                                                       | 77       | Hässelby SK       | -                                                                      | 73       | Hammarby IF          | -                                                                    | 58       |

### Damer
| Gren                    | Guld                    | Guld                                                                | Guld     | Silver             | Silver                                                              | Silver   | Brons                  | Brons                                                             | Brons    |
| 100 meter               | Carolina Klüft          | IFK Växjö                                                           | 11,81    | Caroline Sandsjoe  | IF Göta Karlstad                                                    | 11,93    | Julia Skugge           | Glanshammars IF                                                   | 12,04    |
| 200 meter               | Moa Hjelmer             | Spårvägens FK                                                       | 23,16    | Caroline Sandsjoe  | IF Göta Karlstad                                                    | 23,99    | Elin Backman           | IFK Helsingborg                                                   | 24,11    |
| 400 meter               | Moa Hjelmer             | Spårvägens FK                                                       | 51,58    | Josefin Magnusson  | Malmö AI                                                            | 54,37    | Elin Moraiti           | Falu IK                                                           | 55,11    |
| 800 meter               | Viktoria Tegenfeldt     | Ume FI                                                              | 2:08,33  | Sofia Öberg        | IFK Lidingö                                                         | 2:10,08  | Lovisa Lindh           | Ullevi FK                                                         | 2:10,30  |
| 1 500 meter             | Viktoria Tegenfeldt     | Ume FI                                                              | 4:28,36  | Linn Nilsson       | Hälle IF                                                            | 4:30,13  | Lisa Forsberg          | Falu IK                                                           | 4:30,35  |
| 5 000 meter             | Meraf Bahta             | Hälle IF                                                            | 16:37,96 | Malin Liljestedt   | Spårvägens FK                                                       | 16:38,20 | Louise Wiker           | Hässelby SK                                                       | 16:40,08 |
| 10 000 meter            | Louise Wiker            | Hässelby SK                                                         | 35:27,76 | Anna von Schenck   | Hässelby SK                                                         | 35:33,77 | Charlotte Karlsson     | IFK Tumba                                                         | 36:02,46 |
| Halvmaraton             | Isabellah Andersson     | Hässelby SK                                                         | 1:11:07  | Jenny Jansson      | IFK Umeå                                                            | 1:17:04  | Anna Rahm              | Rånäs 4H                                                          | 1:17:30  |
| Maraton                 | Isabellah Andersson     | Hässelby SK                                                         | 2:37:28  | Lena Gavelin       | Trångsvikens IF                                                     | 2:42:20  | Anna von Schenck       | Hässelby SK                                                       | 2:43:40  |
| 100 km landsväg         | Torill Fonn Hartikainen | Team Ultrasweden                                                    | 9:07:12  | Kerstin Rosenqvist | Västerås Löparklubb                                                 | 9:09:28  | Magdalena Elinder      | Hässelby SK                                                       | 9:57:55  |
| 4 km terräng            | Charlotte Schönbeck     | IFK Lidingö                                                         | 13:44    | Malin Liljestedt   | Spårvägens FK                                                       | 13:46    | Louise Wiker           | Hässelby SK                                                       | 13:48    |
| 8 km terräng            | Charlotta Fougberg      | Ullevi FK                                                           | 29:13    | Frida Lundén       | FK Studenterna                                                      | 29:14    | Louise Wiker           | Hässelby SK                                                       | 29:15    |
| 4 km terräng lagtävling | Spårvägens FK           | Malin Liljestedt, Lena Örn, Sara Sjökvist                           | 42:37    | Sävedalens AIK     | Elin Borglund, Sara Holmgren, Maria Borglund                        | 44:02    | Ullevi FK              | Charlotta Fougberg, Therese Nordström, Emma Belforth              | 44:15    |
| 8 km terräng lagtävling | Hässelby SK             | Louise Wiker, Johanna Bohlin, Cecilia Fager                         | 91:05    | FK Studenterna     | Frida Lundén, Rebecka Törner, Gloria Vinstedt                       | 92:02    | Ullevi FK              | Charlotta Fougberg, Therese Nordström, Emma Belforth              | 92:27    |
| 100 meter häck          | Ellinore Hallin         | IFK Växjö                                                           | 13,78    | Caroline Lundahl   | KA 2 IF                                                             | 13,80    | Fatima Makakala        | Hammarby IF                                                       | 13,86    |
| 400 meter häck          | Isabelle Eriksson       | IFK Lidingö                                                         | 60,32    | Nuulu Ndiwabene    | Spårvägens FK                                                       | 60,65    | Sara Bley              | GoIF Tjalve                                                       | 60,81    |
| 3 000 meter hinder      | Charlotta Fougberg      | Ullevi FK                                                           | 10:13,13 | Klara Bodinson     | IFK Lidingö                                                         | 10:19,39 | Maria Borglund         | Sävedalens AIK                                                    | 10:42,21 |
| 4 x 100 meter           | Spårvägens FK           | Gladys Bamane, Nuulu Ndiwabene, Erica Jarder, Moa Hjelmer           | 45,82    | Ullevi FK          | Lena Berntsson, Emelie Svensson, Terese Bolen-Kinn, Rebecka Nilsson | 46,24    | Malmö AI               | Linnea Collin, Linnea Killander, Josefin Magnusson, Daniella Busk | 46,63    |
| 4 x 400 meter           | Malmö AI                | Nina Runvik, Pernilla Tornemark, Linnea Collin, Josefin Magnusson   | 3:46,06  | Hässelby SK        | Angelica Engberg, Louise Marlin , Sofia Johnson, Vendela Mindelöv   | 3:53,57  | Hammarby IF            | Sara Österberg, Lova Wåhlin , Rebecca Högberg, Jasmin Sabir       | 3:56,92  |
| 4 x 800 meter           | IFK Lidingö             | Charlotte Johansson, Nathalie Rohlén, Therese Jernbeck, Sofia Öberg | 9:05,71  | Hammarby IF        | Jasmin Sabir, Frida Persson, Lova Wåhlin, Rebecca Högberg           | 9:16,76  | Hässelby SK            | Erika Fyrvall, Kajsa Petersson, Elin Pöllänen, Vendela Mindelöf   | 9:17,82  |
| 3 x 1 500 meter         | IFK Lidingö             | Rebecka Öberg , Nathalie Rohlén, Sofia Öberg                        | 13:48,29 | Spårvägens FK      | Elina Johansson , Lena Örn, Malin Liljestedt                        | 13:49,19 | Hässelby SK            | Erika Fyrvall, Kajsa Petersson, Louise Wiker                      | 13:55,05 |
| Höjdhopp                | Emma Green Tregaro      | Örgryte IS                                                          | 1,93     | Ebba Ljungmark     | Mölndals AIK                                                        | 1,93     | Erika Wiklund (Kinsey) | Trångsvikens IF                                                   | 1,82     |
| Stavhopp                | Malin Dahlström         | Ullevi FK                                                           | 4,29     | Alissa Söderberg   | Spårvägens FK                                                       | 4,19     | Michaela Meijer        | Örgryte IS                                                        | 4,14     |
| Längdhopp               | Carolina Klüft          | IFK Växjö                                                           | 6,74     | Jessica Samuelsson | Hässelby SK                                                         | 6,35     | Khaddi Sagnia          | Ullevi FK                                                         | 6,28     |
| Tresteg                 | Khaddi Sagnia           | Ullevi FK                                                           | 13,49    | Lynn Johnson       | Ullevi FK                                                           | 13,26    | Angelica Ström         | Gefle IF                                                          | 12,94    |
| Kula                    | Helena Engman           | Riviera FI                                                          | 15,98    | Catarina Andersson | Hässelby SK                                                         | 15,32    | Jessica Samuelsson     | Hässelby SK                                                       | 14,35    |
| Diskus                  | Anna Söderberg          | Ullevi FK                                                           | 50,05    | Sandra Andersson   | Ullevi FK                                                           | 50,03    | Anna Wikström          | IFK Tumba                                                         | 49,40    |
| Slägga                  | Tracey Andersson        | Ullevi FK                                                           | 68,61    | Emma Johannesson   | Ullevi FK                                                           | 63,32    | Cecilia Nilsson        | Råby-Rekarne FIF                                                  | 62,28    |
| Spjut                   | Anna Wessman            | IFK Växjö                                                           | 53,74    | Annika Petersson   | Gefle IF                                                            | 53,10    | Emelie Larsson         | Ullevi FK                                                         | 49,00    |
| Sjukamp                 | Ellinor Rosenquist      | GoIF Tjalve                                                         | 5 316    | Khaddi Sagnia      | Ullevi FK                                                           | 5 287    | Lisa Linnell           | Ljungby FIK                                                       | 5 082    |
| Lagtävling              | Ullevi FK               | -                                                                   | 79,5     | Spårvägens FK      | -                                                                   | 68       | Hässelby SK            | -                                                                 | 62       |

### Fotnoter
1. ↑  ”Resultatarkiv hos friidrott.se” (aspx). friidrott.se. Arkiverad från originalet den 8 december 2015. https://web.archive.org/web/20151208175906/http://www.friidrott.se/rs/resultat.aspx?year=2011&type=2. Läst 17 april 2013.
2. 1 2 3 4 5 6 7 8  ”Stora SM 2011, dag 2” (htm). trackandfield.se. http://www.trackandfield.se/resultat/2011/110812.htm. Läst 17 april 2013.
3. 1 2 3 4 5 6 7 8 9 10 11 12 13  ”Stora SM 2011, dag 4” (htm). trackandfield.se. http://www.trackandfield.se/resultat/2011/110814.htm. Läst 17 april 2013.
4. 1 2 3 4 5 6 7 8 9 10 11 12 13  ”Stora SM 2011, dag 3” (htm). trackandfield.se. http://www.trackandfield.se/resultat/2011/110813.htm. Läst 17 april 2013.
5. 1 2  ”SM halvmarathon 2011”. marathon.se. http://results.marathon.se/halvmarathon/2011/. Läst 17 april 2013.
6. 1 2  ”SM i marathon 2011”. marathon.se. http://results.marathon.se/2011/. Läst 17 april 2013.
7. 1 2  ”SM 100 km landsväg 2011”. idrottonline.se. Arkiverad från originalet den 11 maj 2011. https://web.archive.org/web/20110511202344/http://www4.idrottonline.se/TeamUltraswedenLK-Friidrott/Arbetsrum/SM100km/Resultat/. Läst 17 april 2013.
8. 1 2 3 4 5 6 7 8  ”Terräng-SM 2011” (html). idrottonline.se. Arkiverad från originalet den 4 maj 2012. https://web.archive.org/web/20120504004238/http://www2.idrottonline.se/ImageVaultFiles/id_410628/cf_359/tsm2011-resultat.HTML. Läst 17 april 2013.
9. 1 2 3 4 5 6 7 8  ”Stafett-SM 2011” (pdf). Arkiverad från originalet den 6 april 2015. https://web.archive.org/web/20150406214723/http://www.proteamonline.se/storage/customers/2202/editor/resultat_2011/Stafett_SM_2011_Res.pdf. Läst 22 maj 2013.
10. 1 2  ”Stora SM 2011, dag 1” (htm). trackandfield.se. http://www.trackandfield.se/resultat/2011/110811.htm. Läst 17 april 2013.
11. 1 2  ”SM i mångkamp 2011” (htm). idrottonline.se. Arkiverad från originalet den 5 april 2015. https://web.archive.org/web/20150405123345/http://www5.idrottonline.se/ImageVaultFiles/id_411236/cf_99342/resultat.HTM. Läst 17 april 2013.
12. 1 2  ”Lag-SM 2011” (php). turebergfriidrott.se. http://turebergfriidrott.se/resultat/LagSM2011/final/resultat.php. Läst 17 april 2013.